# Epicnephasia mongolica
Epicnephasia mongolica är en fjärilsart som beskrevs av Aleksandr Sergeievich Danilevsky 1963. Epicnephasia mongolica ingår i släktet Epicnephasia och familjen vecklare. Inga underarter finns listade i Catalogue of Life.